# Walter Noll
Walter Noll (Berlim, 7 de janeiro de 1925 – Pittsburgh, 6 de junho de 2017) foi um matemático alemão.
Foi professor emérito da Universidade Carnegie Mellon. Reconhecido por desenvolver ferramentas matemáticas para a mecânica clássica e a termodinâmica.
Sua educação básica foi em uma escola nos subúrbios de Berlim. Obteve um doutorado em matemática aplicada pela Universidade de Indiana, em 1954, orientado por Clifford Truesdell. Foi professor visitante na Universidade Johns Hopkins, Universidade de Karlsruhe, Instituto de Tecnologia de Israel‎, École Polytechnique de Nancy, Universidade de Pisa, Universidade de Pavia e Universidade de Oxford.
Noll morreu no dia 6 de Junho de 2017 com 92 anos de idade.

## Livros
- Noll, Walter e Truesdell, Clifford (1965) The Non-Linear Field Theories of Mechanics. Nova Iorque : Springer-Verlag. ISBN 3540027793.
- Noll, Walter; Coleman, B. D. e Markovitz, H. (1966) Viscometric Flows of Non-Newtonian Fluids, Theory and Experiment. Nova Iorque : Springer-Verlag. ASIN B0006BN90G.
- Noll, Walter (1974) Foundations of Mechanics and Thermodynamics, Selected Papers. Nova Iorque : Springer-Verlag. ISBN 0387066462.
- Noll, Walter (1987) Finite-Dimensional Spaces: Algebra, Geometry, and Analysis, Vol. I. Kluwer Academic Publishers. ISBN 9024735815. Uma versão corrigida (2006) é sua página pessoa.
- Noll, Walter (2004) Five Contributions to Natural Philosophy. Publicado em sua página pessoal